# Patenteren (warmtebehandeling)
Patenteren is een warmtebehandeling van walsdraad waardoor deze geschikt wordt voor koude bewerking. Het draadtrekken, wat ervoor zorgt dat de treksterkte enorm toeneemt, wordt door deze behandeling eenvoudiger.
De draad wordt hierbij verhit tot boven de austeniteertemperatuur of hardingstemperatuur om daarna abrupt te worden afgekoeld tot de transformatietemperatuur die daarna enige tijd constant wordt gehouden. De verhitting in een austeniteringsoven gaat tot zo'n 900 °C. Het koelen in een loodbad of tegenwoordig vaak zoutbad gaat tot zo'n 500 °C, afhankelijk van het koolstofgehalte.
Het proces werd uitgevonden door de Brit James Horsfall die het daarna in 1854 patenteerde, waaraan de behandeling zijn naam ontleent. Patent 1104 voor de behandeling van pianodraad was echter dusdanig vaag dat de concurrentie nog geruime tijd na het verlopen van het patent niet in staat was dit te kopiëren.